# .ga
.ga je internetová národní doména nejvyššího řádu pro Gabon. Její registrace je zcela zdarma, podobně jako domény .tk, ovšem pouze na 12 měsíců. Registrace na delší dobu je již placená. Nic ale nebrání, aby si člověk doménu stále prodlužoval o 12 měsíců zadarmo.